# Lisa Wengler
Lisa Wengler (* 25. Mai 1992 in Kayl) ist eine luxemburgische Fußballspielerin.

## Karriere

### Vereine
Wengler begann in ihrem Geburtsort bei Jeunesse Kayl mit dem Fußballspielen. Im Jahr 2004 nach Deutschland gelangt, spielte sie für die Jugendmannschaft des FC Bitburg, der sie bis 2011 angehörte. Danach rückte sie in die erste Mannschaft auf, die in der Saison 2013/14 in die Regionalliga Südwest aufgestiegen war. In dieser Spielklasse wurde sie nicht eingesetzt;  in der Folgesaison aber bestritt sie ihre ersten neun Punktspiele im Erwachsenenbereich. Ihr Debüt gab sie am 31. August 2014 beim 0:6 gegen den TSV Schott Mainz. Nach einer Saison in der Rheinlandliga nach dem Ab- bis zum Wiederaufstieg gehörte sie bis zum  Saisonende 2020/21 zu den Bitburgerinnen. Aufgrund von Verletzungen nur noch sporadisch für die erste Mannschaft eingesetzt, bestritt sie ab der Saison 2018/19 auch Punktspiele für die zweite Mannschaft in unterklassigen Ligen. 
Im Sommer 2021 kehrte Wengler nach Luxemburg zum Erstligisten FC Jeunesse Junglinster zurück, wechselte aber während der laufenden Saison wieder zum FC Bitburg zurück. Aus der Bezirksliga 2 Rheinland stieg sie am Saisonende 2021/22 in die Rheinlandliga auf.

### Nationalmannschaft
Wengler bestritt vier Länderspiele für die A-Nationalmannschaft Luxemburgs. Ihr Debüt als Nationalspielerin gab sie am 20. März 2013 in Mertzig beim 1:1 im Freundschaftsspiel gegen die Nationalmannschaft Estlands, wo sie  zur Halbzeit eingewechselt wurde. Ein weiteres Freundschaftsspiel bestritt sie am 4. November 2016 in Consdorf beim 2:1-Sieg über die Nationalmannschaft Färöers. Am 8. und 11. April 2017 bestritt sie in Tórshavn die letzten beiden Spiele der Gruppe 4 der Vorqualifikation für die Weltmeisterschaft 2019 in Frankreich.